# آلکساندر دولوخانیان
آلکساندر پوغوسی دولوخانیان (ارمنی: Ալեքսանդր Պողոսի Դոլուխանյան؛ زاده ۱۹ مهٔ ۱۹۱۰ - درگذشته ۱۵ ژانویهٔ ۱۹۶۸) آهنگساز، نوازنده پیانو، استاد موسیقی و آموزگار موسیقی اهل ارمنستان بود. وی بین سال‌های - تا - میلادی فعالیت می‌کرد.

## زندگی‌نامه
وی در ۱ ژوئن [سبک قدیمی: ۱۹ مه] ۱۹۱۰ در تفلیس به دنیا آمد و از کنسرواتوار سن پترزبورگ (۱۹۳۲) و کنسرواتوار دولتی چایکوفسکی مسکو فارغ‌التحصیل گشت. وی همسر زارا دولوخانووا بود.  وی همچنین برنده جوایزی همچون چهره هنری شایسته ارمنستان شوروی (۱۹۵۸) شد. وی در ۱۵ ژانویهٔ ۱۹۶۸ در سن ۵۷ سالگی در مسکو درگذشت و گورستان نووودویچی به خاک سپرده شد.

## یادداشت
1. ↑  երաժշտության դասախոս
2. ↑  երաժշտության ուսուցիչ